# Eddie Miles
Edward "Eddie" Miles, Jr. (North Little Rock, Arkansas, 5 de julio de 1940) es un exjugador de baloncesto estadounidense que disputó nueve temporadas en la NBA. Con 1,93 metros de estatura, desempeñaba funciones de Escolta.

## Trayectoria deportiva

### Universidad
Tras acabar el High School con unos promedios de 18, 25, 30 y 32 puntos en cada una de sus cuatro años de instituto, hasta quince universidades quisieron tenerle en sus filas, algunas de tanto prestigio como Arkansas, Kansas, Michigan, Oklahoma State o Illinois, pero fue finalmente la Universidad de Seattle la que se llevó el gato al agua, poniendo al teléfono para convencerle a su alumno más prestigioso, Elgin Baylor.
Jugó durante cuatro temporadas con los Redhawks, en las que promedió 23,1 puntos y 5,9 rebotes por partido.

### Profesional
Fue elegido en la cuarta posición del Draft de la NBA de 1963 por Detroit Pistons, equipo donde desarrolló la mayor parte de su carrera profesional. Comenzó saliendo desde el banquillo, pero pronto se hizo con un puesto de titular, llegando a promediar 19,6 puntos y 3,8 rebotes en la temporada 1965-66 de la NBA, siendo elegido ese año para disputar el que sería su único All Star, en el que fue el jugador más destacado de su conferencia, tras anotar 17 puntos.
Tras seis temporadas y media en los Pistons, fue traspasado a Baltimore Bullets en 1970 a cambio de Bob Quick, donde jugó año y medio, para acabar prematuramente su carrera profesional en los New York Knicks, donde una lesión en el tendón de Aquiles le hizo retirarse. En sus 9 temporadas en la NBA promedió 13,4 puntos, 3,4 rebotes y 2,0 asistencias por partido.

## Estadísticas de su carrera en la NBA

### Temporada regular
| Año      | Equipo    | PJ  | MPP  | %TC  | %TL  | RPP | APP | PPP  |
| -------- | --------- | --- | ---- | ---- | ---- | --- | --- | ---- |
| 1963–64  | Detroit   | 60  | 13.5 | .353 | .713 | 1.6 | 1.0 | 5.4  |
| 1964–65  | Detroit   | 76  | 27.3 | .442 | .744 | 3.4 | 2.1 | 13.7 |
| 1965–66  | Detroit   | 80  | 34.9 | .447 | .741 | 3.8 | 2.8 | 19.6 |
| 1966–67  | Detroit   | 81  | 29.9 | .427 | .772 | 3.7 | 2.2 | 17.6 |
| 1967–68  | Detroit   | 76  | 30.3 | .475 | .764 | 3.5 | 2.8 | 18.5 |
| 1968–69  | Detroit   | 80  | 28.2 | .449 | .667 | 3.5 | 2.3 | 13.3 |
| 1969–70  | Detroit   | 44  | 28.3 | .435 | .765 | 3.9 | 1.9 | 13.5 |
| 1969–70  | Baltimore | 3   | 17.3 | .700 | .600 | 1.3 | 1.3 | 5.7  |
| 1970–71  | Baltimore | 63  | 24.5 | .426 | .803 | 2.7 | 1.6 | 9.9  |
| 1971–72  | New York  | 42  | 4.7  | .359 | .889 | .4  | .4  | 1.5  |
| Total    | Total     | 605 | 25.9 | .440 | .747 | 3.1 | 2.0 | 13.4 |
| All-Star | All-Star  | 1   | 28.0 | .500 | .200 | 1.0 | 0.0 | 17.0 |

### Playoffs
| Año   | Equipo    | PJ | MPP  | %TC  | %TL  | RPP | APP | PPP  |
| ----- | --------- | -- | ---- | ---- | ---- | --- | --- | ---- |
| 1968  | Detroit   | 6  | 32.8 | .411 | .750 | 3.7 | 2.5 | 14.5 |
| 1970  | Baltimore | 5  | 12.6 | .400 | –    | 1.0 | .0  | 1.6  |
| 1972  | New York  | 9  | 1.9  | .000 | .800 | .9  | .1  | .4   |
| Total | Total     | 20 | 13.9 | .387 | .765 | 1.8 | .8  | 5.0  |

## Vida posterior
En la actualidad, Miles ejerce como asistente de su hijo, entrenador en el Tyee High, un instituto de la ciudad de Seattle. Vive con su esposa Carolyn, y tiene 5 hijos y 6 nietos.